# متحف المجوهرات الملكية
متحف المجوهرات الملكية هو متحف يعرض مجوهرات الأسر المالكة التي حكمت مصر، ويقع في مدينة الإسكندرية. شيد القصر العام 1919 في منطقة زيزينيا وهو تحفة معمارية، وتبلغ مساحته 4185 متراً مربعا وكان يؤول للأميرة فاطمة الزهراء إحدي أميرات الأسرة المالكة، وقد صمم طبقا لطراز المباني الأوروبية في القرن التاسع عشر ومن الداخل تمت زخرفة القصر بوحدات فنية مميزة.
تحول إلي متحف للمجوهرات الملكية في العام 1986، والمتحف يضم مجموعة كبيرة من المجوهرات والتحف الذهبية التابعة للأسرة العلوية المالكة تعود للعام 1805 ومنها تحف نادرة بدءا من محمد علي باشا حتي فاروق الأول. تمت مصادرة هذه المجوهرات من قبل يوليو 1952، وتم تسجيله كمتحف عام 1999، ويضم المتحف حالياً 11 ألف و 500 قطعة.

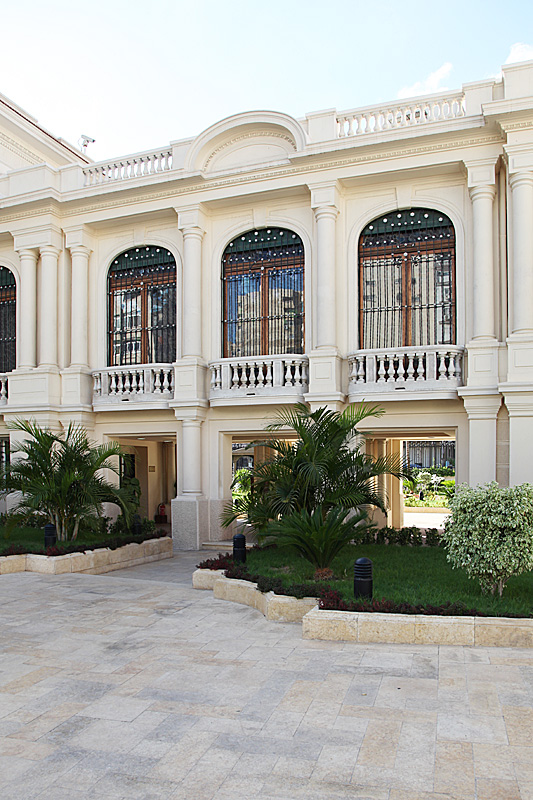

## مبنى متحف المجوهرات الملكية
و«متحف المجوهرات».. أو كما يطلق عليه «قصر المجوهرات» نظراً لوجوده في المبنى الذي كان قصراً لاحدى أميرات الأسرة العلوية المالكة بمصر كما سنرى.. ويقع هذا المتحف أو القصر في منطقة زيزينيا الإسكندرية.. وبجوار مقر اقامة محافظ الإسكندرية مباشرة في منطقة تتمتع بالهدوء والرقي واللذان يليقان بمتحف للمجوهرات.. وللمتحف أربعة حدود وهي.. من الجنوب شارع أحمد يحيى..ومن الشمال شارع عبد السلام عارف.. ومن الشرق شارع الفنان أحمد عثمان.. ومن الغرب مقر اقامة المحافظ.

## تاريخ القصر (المتحف)
يوجد متحف المجوهرات الملكية في مبنى قصر فاطمة الزهراء (الأميرة فاطمة حيدر) بجليم. وقد أسس هذا القصر زينب هانم فهمي عام 1919 م وأكملت بناءه وأقامت به ابنتها الأميرة فاطمة الزهراء عام 1923م. والأميرة فاطمة الزهراء التي يحمل القصر اسمها من أميرات الأسرة العلوية وقد ولدت عام 1903م.. والدتها هي السيدة زينب فهمي..أخت المعماري علي فهمي – الذي اشترك في تصميم هذا القصر.. أما والدها فهو الأمير علي حيدر بن الأميرأحمد رشدي بن الأمير مصطفى بهجت بن فاضل باشا بن إبراهيم باشا بن محمد علي باشا والي مصر وباعث نهضتها الحديثة أي أن محمد علي هو جدها الخامس.
وكانت والدة الأميرة فاطمة الزهراء قد أتمت بناء الجناح الغربي قبل وفاتها وكانت ابنتها قد بلغت الثامنة عشرة من عمرها.. وقد أضافت الأميرة فاطمة الزهراء جناحاً شرقياً للقصر وربطت بين الجناحين بممر..وقد ظل هذا القصر مستخدماً للإقامة الصيفية حتى قيام حركة يوليو 1952م... وعندما صودرت أملاك الأميرة سمح لها بالإقامة في القصر.. وكان ذلك حتى عام 1964م حين تنازلت الأميرة فاطمة الزهراءعن القصر للحكومة المصرية.. وغادرت إلى القاهرة.. وقد توفيت الأميرة فاطمة الزهراء عام 1983م.
وقد تم استخدام القصر كاستراحة لرئاسة الجمهورية حتى تحول إلى متحف بقرار جمهوري عام 1986م. وقد بني هذا القصر (متحف المجوهرات الملكية) على طراز المباني الأوربية من الناحية المعمارية.. وهو يتكون من جناحين.. شرقي وغربي.. يربط بينهما ممر مستعرض... ويتكون كل من الجناح الشرقي والجناح الغربي من طابقين وبدروم.. كما يحيط بالمبنى حديقة تمتلئ بالنباتات والزهور وأشجار الزينة.
وقد تم عمل ترميم وتطوير للمتحف عام 1986 وعام 1994م.ومنذ أواخر عام 2004م بدأ المجلس الأعلى للآثار عملية تطوير وترميم شاملة للمتحف بتكلفة تقدر بنحو 10 ملايين جنيه بهدف زيادة قدرته على استيعاب المزيد من المعروضات الثمينة الموجودة يالمخازن ولم تعرض بعد، وتم افتتاح المتحف في أبريل 2009.

## محتويات المتحف
ويضم المتحف مجموعة من أروع وأجمل المجوهرات الملكية والتي كان يرتديها ويتزين بها أفراد الأسرة العلوية المالكة في مصر ومنها مجوهرات الملك فؤاد والملك فاروق وزوجاته والأمراء والأميرات من العائلة المالكة.. ولذلك فهو يُعرف باسم متحف المجوهرات الملكية. ويضم المتحف 11 ألفاً و500 قطعة تخص أفراد الأسرة المالكة. وقد تم تقسيم القصر إلى عشر قاعات تضم مجموعات من التحف والمجوهرات التي تخص أفراد أسرة محمد علي ومن أهمها:
- مجموعة تخص مؤسس الأسرة العلوية «محمد علي» من بينها علبة نشوق من الذهب المموه بالمينا عليها اسمه «محمد علي»
- مجموعة الأمير محمد علي توفيق التي تشمل 12 ظرف فنجان من البلاتين والذهب ونحو 2753 فصاً من الماس البرنت والفلمنك وحافظة نقود من الذهب المرصع بالماس..بالإضافة إلى ساعة جيب خاصة بالسلاطين العثمانيين.
- ومن عصر الخديوي سعيد باشا توجد مجموعة من الوشاحات والساعات الذهبية.. والأوسمة والقلائد المصرية والتركية والأجنبية مرصعة بالمجوهرات والذهب..ونحو أربعة آلاف من العملات الأثرية المتنوعة. مجموعة تخص مؤسس الأسرة العلوية محمد علي من بينها علبة نشوق من الذهب المموه بالمينا عليها اسمه «محمد علي».
- ساعات من الذهب وصور بالمينا الملونة للخديوي إسماعيل والخديوي توفيق.
- مجموعة تحف ومجوهرات الملك فؤاد وأهمها:
- مقبض من ذهب مرصع بالماس.
- ميداليات ذهبية ونياشين عليها صورته.
- تاج من البلاتين المرصع بالماس والبرلنت لزوجته الأميرة شويكار.
- مجموعة مجوهرات الملكة نازلي من أهمها حلية من الذهب مرصعة بالماس البرلنت.
- مجموعة تحف ومجوهرات الملك فاروق والملكة نازلي ومن أهمها:
  - شطرنج من الذهب المموه بالمينا الملونة المرصع بالماس.
  - صينية ذهبية عليها توقيع «110 من الباشوات».
  - عصا المارشاليه من الابنوس والذهب.
  - طبق من العقيق مهدى من قيصر روسيا.
- مجموعة الملكة فريدة زوجة الملك فاروق الأولى ومن أهم قطعها:
  - تاج الملكة من البلاتين المرصع بالماس البرلنت وتوكه من الماس البرلنت.
  - دبابيس صدر من الذهب والبلاتين المرصع بالماس البرلنت والفلمنك.
- مجموعة الملكة ناريمان زوجة الملك فاروق الثانية ومن أهم قطعها:
  - أوسمة وقلادات وميداليات تذكارية.
  - مسطران وقصعة من الذهب استخدمت في وضع حجر الأساس للمشروعات.
- مجموعات الأميرات فوزية أحمد فؤاد وفائزة أحمد فؤاد: «أ» مجموعة من الاساور والتوك ودبابيس الصدر من أهمها:
  - توكة من البلاتين المرصع بالماس عليها اسم «فوزية».
  - عقد ذهب مرصع بالماس البرلنت واللؤلؤ «فائزة».
- مجموعة الأميرات سميحة وقدرية حسين كامل:
  - مجموعة من ساعات الجيب من الذهب المرصع بالماس البرلنت والفلمنك وسوار ذهب مرصع بالماس البرلنت والفلمنك واللؤلؤ.
- مجموعة الأمراء يوسف كمال ومحمد علي توفيق: وتضم العديد من التحف والمجوهرات والاوسمة والقلادات والنياشين هذا بالإضافة إلى مجموعات أخرى من المجوهرات التي تناولها العرض المتحفي في أسلوب شيق واستعملت الإضاءة التي تعتمد على التوجيه الضوئي المباشر للقطع المعروضة دون التأثير عليها أو تأثر المشاهد بها وقد زودت خزانات العرض بالبطاقات الشارحة باللغتين العربية والإنجليزية.

ويعد هذا المتحف من أجمل المعالم السياحية في الإسكندرية حيث يضم مجموعة نادرة ورائعة من التحف والمجوهرات والحلي والمشغولات الذهبية والأحجار الكريمة والساعات المرصعة بالجماهلر والماس. وتحف (قصر) المجوهرات يفتح أبوبه للمصريين والضيوف الأجانب وأسعار الدخول للمصريين أسعار زهيده جداً تشجيعاً لهم زيارة هذا المتحف الهام والتعرف على مايضمه من مقتنيات ومجوهرات غاية في الروعة والجمال ربما لايوجد لهل مثيل في العالم.

## وصلات خارجية
- تحفة معمارية نادرة